# SBB Cargo
SBB Cargo ist eine Marke der Schweizerischen Bundesbahnen für den Güterverkehr.

## SBB Cargo AG

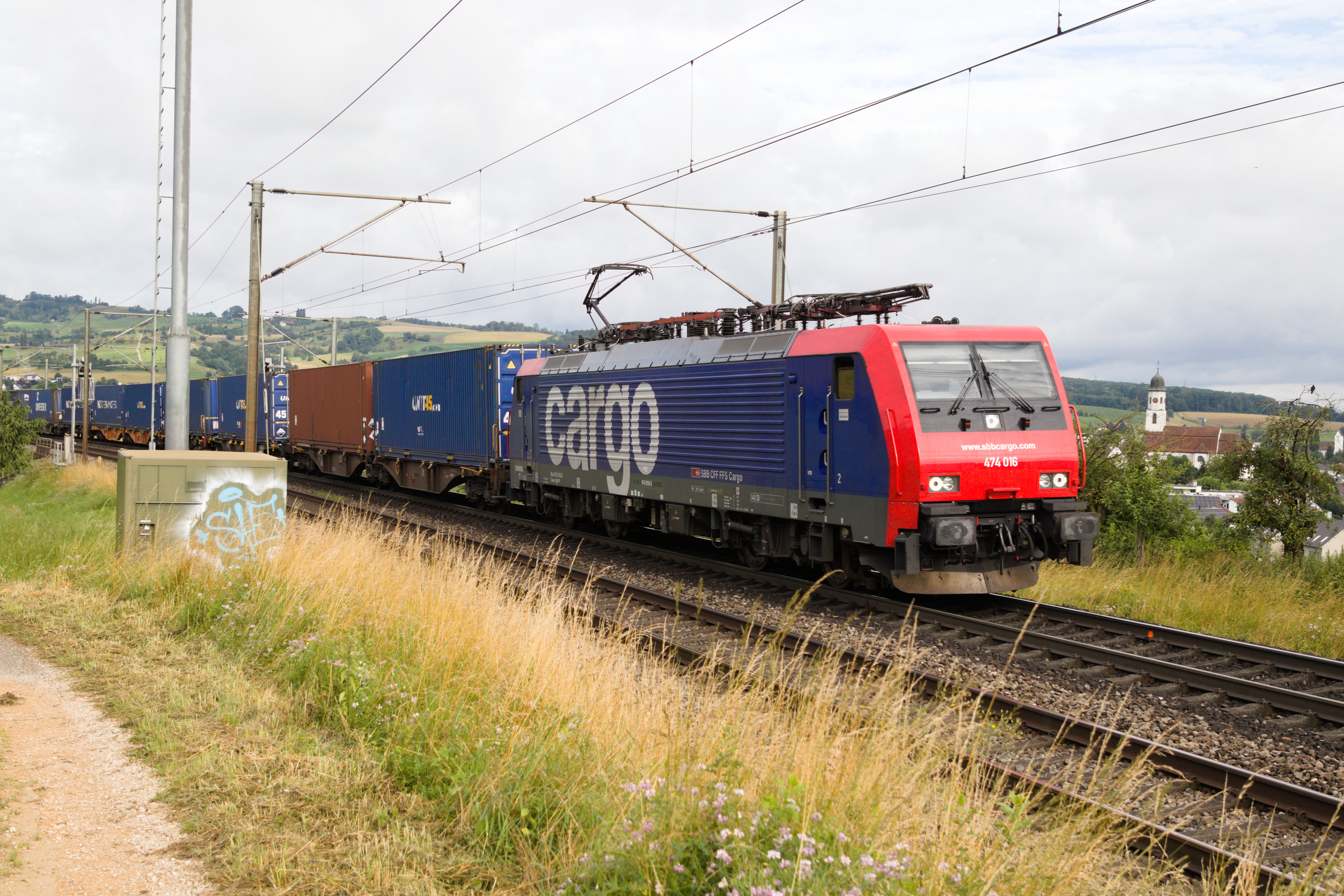

Schweizerische Bundesbahnen SBB Cargo AG ist ein im Schienengüterverkehr eigenständig tätige Tochterunternehmen der Schweizerischen Bundesbahnen. 1999 wurden die SBB als ehemaliger Regiebetrieb des Bundes als Folge der ersten Bahnreform in der Schweiz in eine spezialgesetzliche Aktiengesellschaft umgewandelt und in die drei unabhängigen Divisionen Personenverkehr, Güterverkehr und Infrastruktur aufgeteilt. Der Hauptsitz der Schweizerische Bundesbahnen SBB Cargo AG, wie das Unternehmen juristisch heisst, ist Olten.
Planzer Holding, Camion-Transport, Galliker Holding und Bertschi hatten sich im Jahr 2020 über die Swiss Combi AG mit 35 Prozent an der SBB Cargo AG beteiligt. Somit verblieb mit 65 Prozent die Mehrheit der Anteile bei den SBB. 2023 kauften die SBB die Anteile zurück, so dass SBB Cargo wieder eine 100%ige Tochter ist.

### Allgemeines
SBB Cargo beschäftigte 2018 3084 Mitarbeiter und erzielte einen konsolidierten Umsatz von 988 Millionen Schweizer Franken. SBB Cargo ist in der Schweiz Marktführerin im Schienengüterverkehr und befördert jeden Tag 185.000 Tonnen an Gütern. Das entspricht dem Gewicht von 425 voll beladenen Jumbojets oder 7.000 Lkw.
Das Unternehmen wurde im Zeitraum 2008 bis 2020 von Nicolas Perrin geleitet. Im Februar 2020 wurde er von Désirée Baer als CEO abgelöst und wechselte anschliessend in den Verwaltungsrat. SBB Cargo hat von ihrem Eigner – der Schweizerischen Eidgenossenschaft – den Auftrag, einen Beitrag zur Erreichung des Ziels der Verkehrsverlagerung von der Strasse auf die Schiene zu leisten. Im Geschäftsfeld „Cargo Schweiz“ soll sie als Systemführerin ein eigenwirtschaftliches Wagenladungsverkehrsnetz im Binnen- und Import-/Exportverkehr betreiben, welches auf den Bedarf der verladenden Wirtschaft in der Schweiz ausgerichtet ist. Das Geschäftsfeld „Cargo International“ soll sich auf die Rolle als Traktionär von Kombi- und Ganzzug-Verkehren auf dem Nord-Süd-Korridor fokussieren und marktfähige und profitable Leistungen anbieten.
SBB Cargo ist aktives Mitglied der Allianz Xrail, die im Februar 2010 von sieben europäischen Güterbahnen gegründet wurde und das Ziel verfolgt, den internationalen Wagenladungsverkehr auf der Schiene kundenfreundlicher und effizienter zu erbringen.

### Strategische Ausrichtung
Die Schweizer Politik befasste sich bis 2020 intensiv mit dem Güterverkehr auf der Schiene. Dazu hat die Regierung im Jahr 2011 vom Parlament in einer Motion den Auftrag erhalten, eine Gesamtkonzeption zur Zukunft des Schienengüterverkehrs in der Fläche vorzulegen. Dies ist durch den Bundesrat Mitte April 2013 geschehen.
Gleichzeitig verfolgt SBB Cargo eine Dreisäulen-Strategie:
1. Die Tochtergesellschaft SBB Cargo International, Anfang 2011 gemeinsam mit dem Speditionsunternehmen Hupac gegründet, fährt im Transit Shuttlezüge auf der Nord-Süd-Achse.
2. Im Wagenladungsverkehr setzt man auf die Senkung der Strukturkosten und auf die Verschlankung des Bedienpunktenetzes.
3. Das zukünftige Angebot von SBB Cargo im Kombinierten Verkehr (KV) sieht Linienzüge vor, welche die wichtigsten Zentren in der Schweiz verbinden.
Zur Stärkung der Partnerschaft im Wagenladungs- und Kombinierten Verkehr hat sich am 21. April 2020 nach Genehmigung durch die Wettbewerbskommission die Swiss Combi AG an SBB Cargo mit 35 % beteiligt. Erstere ist ein Zusammenschluss der Logistikdienstleister Planzer Holding AG (40 %), Camion Transport AG (40 %), Bertschi AG (10 %) und Galliker Holding AG (10 %). Bereits 2023 war SBB Cargo wieder eine 100-prozentige SBB-Tochtergesellschaft. Die Minderheitsaktionärin Swiss Combi AG verkaufte ihren Aktienanteil an die SBB. Während den drei Jahren, in denen Swiss Combi im Besitz von SBB-Aktien waren, gelang es nicht, mit den Einzelladungsverkehr Geld zu verdienen. Im Rahmen einer strategischen Partnerschaft soll die Zusammenarbeit aber eng bleiben.

### SBB Cargo Schweiz
In der Schweiz konnte SBB Cargo 2013 die Verkehrsleistung mit 5,2 Milliarden Nettotonnenkilometern leicht gegenüber dem Vorjahr (5,0 Milliarden) steigern. Mit der Neuausrichtung von Produktionsnetzen, Flotte und Verwaltung verbesserte sich die Kostenstruktur markant. Auch konnte SBB Cargo neue Kunden gewinnen, obwohl die Anzahl Bedienpunkte reduziert worden ist. Im Kombinierten Verkehr wurden zwei neue Linien eröffnet und die Vorarbeiten für eine weitere Verbindung aufgenommen.
Um den Wagenladungsverkehr in der Schweiz rentabel und nachhaltig zu betreiben, wurden in den letzten Jahren Lösungen für die Sanierung schlecht ausgelasteter Bedienpunkte erarbeitet. Insgesamt hat SBB Cargo die Sanierung von 155 sehr schlecht ausgelasteten Bedienpunkten geprüft. Im Durchschnitt wurde an diesen Punkten weniger als ein Wagen pro Tag befördert. 128 der sehr schlecht ausgelasteten Punkte werden seit dem Fahrplanwechsel im Dezember 2012 nicht mehr bedient. SBB Cargo und die anderen Bahnen in der Schweiz fuhren im Jahr 2013 noch über 300 Bedienpunkte im Wagenladungsverkehr regelmässig an. Trotzdem bleiben aber über 98 Prozent des bisherigen Transportvolumens weiterhin auf der Schiene.
Die wichtigste Transitachse ist die Gotthardroute. Die zweite alpenquerende Achse durch den Lötschberg- und den Simplontunnel wird vor allem von der Mitbewerberin BLS Cargo benutzt. Dennoch wird auch sie von SBB-Cargo-Zügen befahren. Mit der geplanten Inbetriebnahme des neuen Gotthard-Basistunnels im Dezember 2016[veraltet] wird sich der Schienengüterverkehr in der Schweiz massiv verändern. Denn drei Viertel des Verkehrs in dem 57 Kilometer langen Bauwerk machen künftig Güterzüge aus.
Weil die Lokomotiven nicht mehr die Steigungen bis in 1100 Meter Höhe zum Beginn des derzeitigen Gotthard-Scheiteltunnels erklettern müssen, können die Güterzüge je nach Last bis zu 750 Meter lang werden. Zum anderen ist die Tunnelröhre hoch genug, dass die vier Meter hohen Aufleger von Sattelschleppern per Zug in 35 bis 40 Minuten quer durch die Alpen reisen können. Auf der rund 270 Kilometer langen Gotthardachse zwischen Basel und der italienischen Grenze realisieren die SBB im Auftrag des Bundes bis 2020 einen 4-Meter-Korridor.
In der Schweiz wird der Güterverkehr über die drei grossen Rangierbahnhöfe (Verschiebebahnhöfe) Basel-Muttenz, Zürich-Limmattal und Lausanne-Triage abgewickelt. Betrieben werden die Rangierbahnhöfe bisher von SBB Infrastruktur. Ab Januar 2015 übernimmt SBB Cargo im Auftrag von SBB Infrastruktur die Planung und Produktion in den Binnen-Rangierbahnhöfen Limmattal und Lausanne. Damit erbringt SBB Cargo neu den ganzen Produktionsprozess im Güterverkehr – vom Abholen der Güterwagen beim Kunden über das Rangieren im Rangierbahnhof bis zu deren Zustellung bei den Empfängern. SBB Infrastruktur ist aber nach wie vor für die Rangierbahnhöfe verantwortlich, bleibt Ansprechpartnerin der Eisenbahnverkehrsunternehmungen und stellt weiterhin die Verkehrssteuerung sicher. Damit bleibt die Diskriminierungsfreiheit gewährleistet.

### Streik 2008
Die geplante Streichung von 401 Stellen im Industriewerk von SBB Cargo in Bellinzona führte zu heftigen Protesten. Unter anderem sollten 114 der 142 Stellen beim Unterhaltsdienst für die Cargo-Loks in Bellinzona verschwinden, die übrigen 28 Stellen nach Yverdon und Chiasso verlegt werden. Daraufhin gingen die 430 SBB-Angestellten in Bellinzona in den Streik. Nach dessen Ende wurde an einem Runden Tisch über die Zukunft des Werks verhandelt. Im Juni 2009 übergab SBB Cargo das Industriewerk Bellinzona offiziell an SBB Personenverkehr Operations (P-OP). Im Juni 2010 erhielt das Werk die Zertifizierung der Vereinigung der Privatgüterwagen-Interessenten (VPI) für die Instandhaltung von Güterwagen. Bedeutsam ist die Freigabe für die Radsatzinstandhaltung inklusive Neubeschreibung, die nur von wenigen Werkstätten angeboten wird. Im Juni 2013 wurde bekannt, dass die SBB in Bellinzona die Aus- und Weiterbildung für die Südschweiz zentralisieren wollen. Auch der Unterhalt der Instandhaltungsflotte des neuen Gotthard-Basistunnels soll an diesem Standort stattfinden, ebenso die Wartung eines Teils der Triebwagen im Regionalverkehr Süd.

## SBB Cargo International
Die SBB Cargo International AG wurde 2010 gegründet mit Unternehmenssitz in Olten. Das Aktienkapital wird von der SBB AG (75 %) und der Hupac AG (25 %) gehalten. Als Spezialist für das Fahren von Ganzzügen und Zügen des Kombinierten Verkehrs (KV) fokussiert sich das Unternehmen auf die europäische Nord-Süd-Achse zwischen Deutschland und Italien (Neue Eisenbahn-Alpentransversale). Kunden der Gesellschaft sind primär Operateure des Kombinierten Verkehrs. Zur Unternehmensstrategie zählen die Erhöhung der Produktivität von Lokomotiven und Lokführern, ein vertaktetes System mit hohen Lokumläufen und geringen Standzeiten sowie die Konzentration auf aufkommensstarke Relationen.
SBB Cargo International hat Anfang 2011 den operativen Betrieb aufgenommen und hat Mitarbeiter in Deutschland, der Schweiz und Italien. Aus der bestehenden Flotte von SBB Cargo wurden anfangs rund 100 Streckenlokomotiven angemietet; rund die Hälfte davon waren moderne Mehrsystemloks für den grenzüberschreitenden Einsatz. SBB Cargo International miete im Frühjahr 2014 14 Lokomotiven der Baureihe 189 bei der Leasinggesellschaft MRCE für einen länderübergreifenden Einsatz zur Erweiterung des Portfolios und des Geschäftsfeldes.
Mitte 2011 erhielt das Unternehmen vom Bundesamt für Verkehr (BAV) die Netzzugangsbewilligung und Sicherheitsbescheinigung für die Schweiz und ist damit ein eigenständiges Eisenbahnverkehrsunternehmen (EVU). Es kann in Deutschland, in Italien und in der Schweiz eigenverantwortlich Transportleistungen erbringen. Die Verkehre werden von der Leitstelle der SBB Cargo International in Olten gesteuert.
SBB Cargo International mietete 2014 bei European Locomotive Leasing zwei Siemens-Vectron-Lokomotiven mit ETCS Level 2 und begann am 1. September 2014 deren planmässigen Einsatz. Die Lokomotiven mit Zulassung für Deutschland und Österreich werden in Deutschland auf den Shuttlezugverbindungen aus den Nordseehäfen Bremerhaven und Hamburg in den Wirtschaftsraum Nordbayern eingesetzt. Die bis dato eingesetzten Lokomotiven der Baureihe Re 482 (Bombardier Traxx) verstärkten die Strecken zwischen der Schweiz und Deutschland.

### SBB Cargo Deutschland

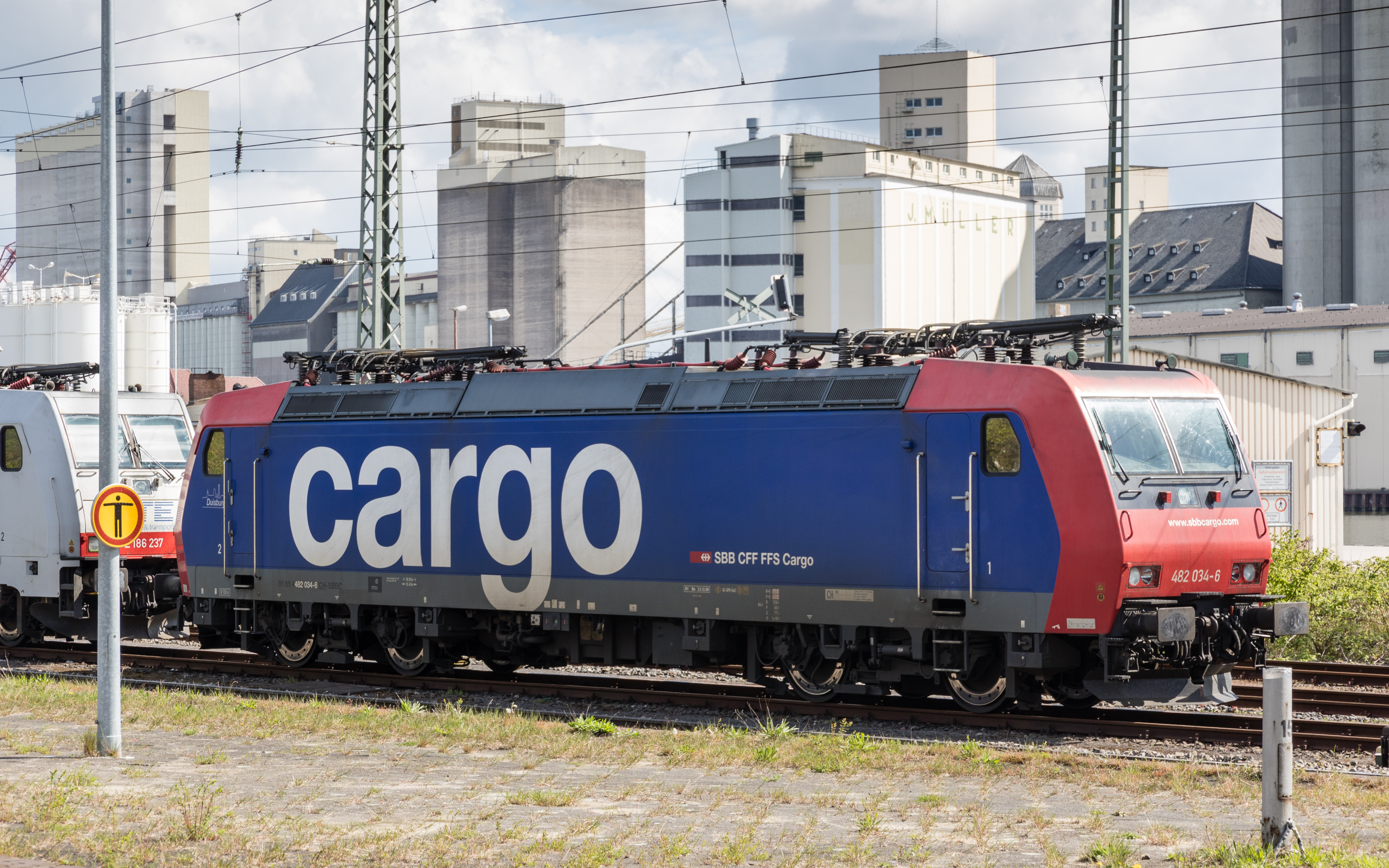
SBB Cargo Re 482 in Brake (Unterweser)

Die SBB Cargo Deutschland GmbH, die in Duisburg ihren Firmensitz hat und von Marcel Theis geführt wird, wurde 2002 gegründet. Sie ist die deutsche Produktionsgesellschaft von SBB Cargo International und deren 100-prozentige Tochter. Als eingetragenes Eisenbahnverkehrsunternehmen für Güterverkehrsleistungen plant, disponiert und fährt sie Ganzzüge in Deutschland von und nach Duisburg, Rheinhausen, Siegen, Köln, Aachen, Ludwigshafen/Mannheim, Karlsruhe, Stuttgart, Freiburg im Breisgau, Singen, Lübeck, Bremerhaven/Bremen, Hamburg, Kehl, Gelsenkirchen, Ingolstadt, Neuss, Gießen/Mainzlar und Weil am Rhein.

### SBB Cargo Italia
SBB Cargo Italia wurde 2003 gegründet und hat ihren operativen Sitz in Gallarate. Das Unternehmen ist als italienische Produktionsgesellschaft Teil von SBB Cargo International und plant, disponiert und führt Güterzüge in Italien. Ausserdem bildet es auch Lokomotivführer aus. Destinationen/Abfahrtsorte für Wagengruppen/Ganzzüge in Italien sind Gallarate, Novara, Milano, Melzo, Trecate, Turin-Orbassano, Fossano, Poggio Rusco und Sant‘Ilario. Plattformen für den Umschlag Schiene/Strasse in Italien sind Desio und Turin.
Am 15. Dezember 2003 wurde der Betrieb in Italien aufgenommen. Das Unternehmen wurde zum 15. April 2004 von Swiss Rail Cargo Italy in SBB Cargo Italia umbenannt. Die SBB hielten weiterhin alle Geschäftsanteile an der Gesellschaft.

### SBB Cargo Nederland B.V.
Im Juni 2013 erhielt die deutsche Tochtergesellschaft von SBB Cargo International eine Lizenz für die Nutzung des niederländischen Schienennetzes. Sie sollte genutzt werden, um in Eigenregie Containertransporte zwischen Rotterdam und der Schweiz anzubieten. Für die Rangieraufgaben wurde ein Kooperationsvertrag mit Rotterdam Rail Feeding (RRF) geschlossen.
Die SBB Cargo Nederland B.V., mit Firmensitz in Rotterdam, wurde 2020 gegründet und ist ebenfalls wie die anderen beiden Gesellschaften eine 100-prozentige Tochter der SBB Cargo International AG.

## ChemOil Logistics AG

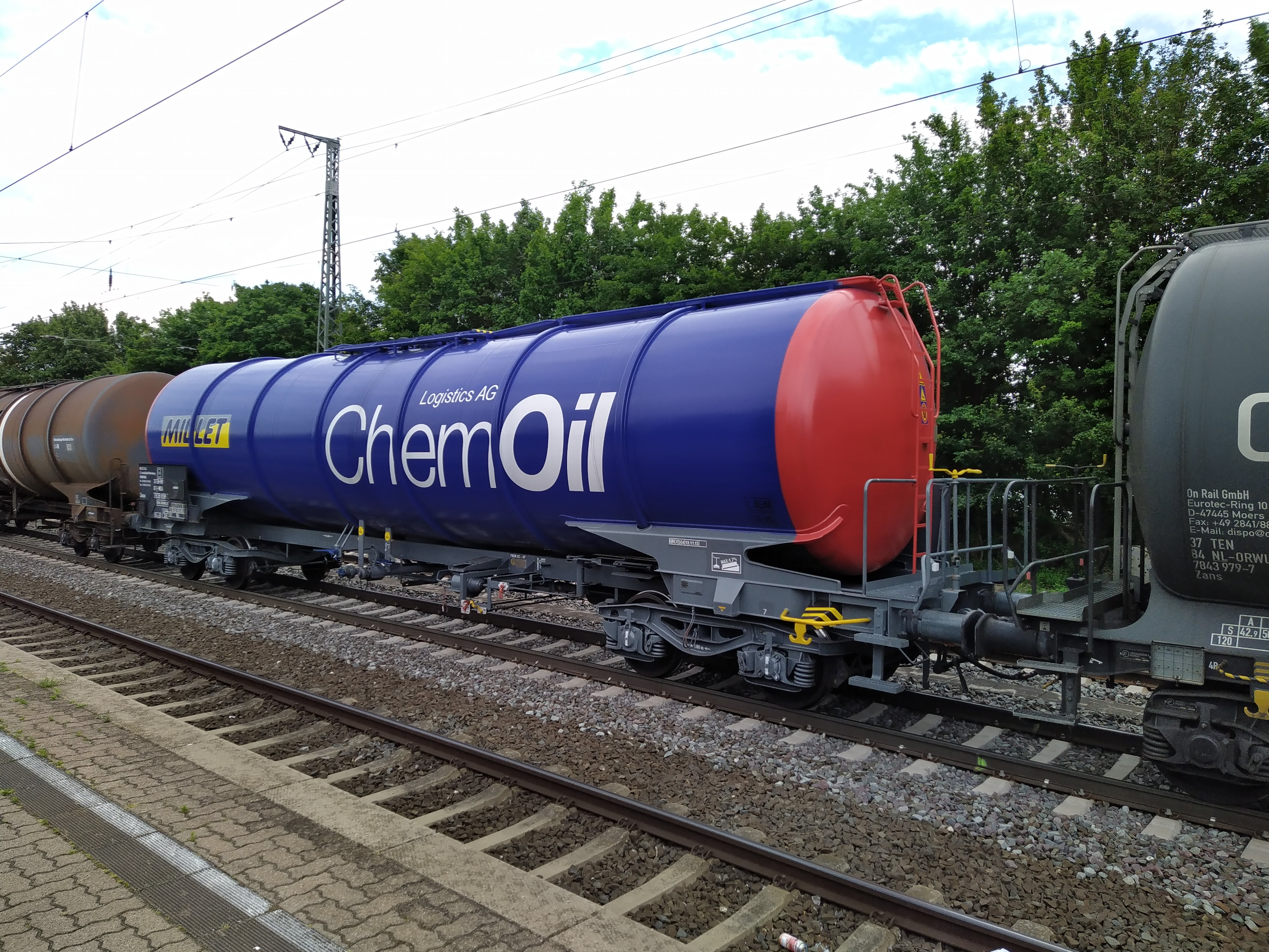
ChemOil Kesselwagen

Die ChemOil Logistics AG wurde 1999 als Tochter von SBB Cargo gegründet. Das Unternehmen ist Teil eines feinmaschigen, europäischen Logistik-Netzwerkes und erbringt im Wesentlichen Dienstleistungen für Kunden aus der Chemie- und Mineralöl-Branche. Die Kernkompetenz von ChemOil liegt in der Organisation und Abwicklung von Gütertransporten unter Einbezug aller verfügbaren Verkehrsträger. Nebst Transportkonzepten erbringt ChemOil auch Nebenleistungen, wie die Bewirtschaftung der Wagenflotten, Analyse der Abläufe und Prozesse sowie Beratung hinsichtlich die Optimierung der Supply-Chain. Seit 2011 verbindet das Unternehmen mit dem Produkt ChemLink wichtige Chemiezentren auf der Nord-Süd-Achse mit eigenen Linienzügen. Dafür wurde ChemOil mit dem Förderpreis der IBS – der Interessengemeinschaft der Bahnspediteure – für innovative und zukunftweisende logistische Lösungen im Schienengüterverkehr ausgezeichnet.

## Dienstleistungen
Ihre Dienstleistungen unterteilt SBB Cargo in die Kategorien Haus-zu-Haus-Logistikkonzepte mit Wagenladungen (Produkte Cargo Rail und Cargo Express), Ganzzüge (Produkt Cargo Train) sowie den internationalen Kombinierten Verkehr (Traktionsleistungen für KV-Shuttlezüge aller wichtigen Operateure wie Hupac, ERS, ICF, IFB und T.R.W.). Dabei werden sowohl standardisierte Produkte als auch individuelle Lösungen angeboten. Das Angebot „Bahn und Umschlag“ innerhalb der Schweiz richtet sich an Transporteure und Firmen mit eigener Lkw-Disposition. „Swiss Split“ ist das Anschlusssystem für Importe und Exporte im internationalen kombinierten Verkehr in der Schweiz. SBB Cargo gewährleistet damit den täglichen Zubringerdienst und die Feinverteilung intermodaler Ladeeinheiten – wie zum Beispiel Container und Wechselbehälter – zwischen den Anschlussgleisen der Schweizer Wirtschaft und den internationalen Shuttle-Terminals der Schweiz. Seit dem 1. September 2011 bietet SBB Cargo für den Transport von Überseecontainern auch einen Bahnshuttle zwischen Basel Container-Terminal und Chavornay an.
Mit dem Ausbau des kombinierten Verkehrs in der Schweiz ergänzt SBB Cargo das bestehende Geschäft im Wagenladungs- und Transitverkehr. Das Konzept sieht Linienzüge vor, welche die wichtigsten Zentren in der Schweiz verbinden. Shuttlezüge werden dabei nach fixem Fahrplan hin- und herpendeln. Der erste Pilotzug verkehrt seit Anfang 2012 zweimal pro Tag nach festem Fahrplan zwischen Dietikon in der Nähe von Zürich und Renens bei Lausanne. Seit September 2012 führt SBB Cargo zusätzlich einen Linienzug für Migros mit Kühlcontainern zwischen Neuendorf SO und Gossau SG. Im Juni 2013 startete als weitere Linie der werktägliche Nord-Süd-Shuttle zwischen Dietikon und Cadenazzo mit Verlängerung nach Lugano Vedeggio, sie verbindet das Wirtschaftszentrum Zürich mit dem Tessin.
Um die wachsenden Containermengen im Import- und Exportverkehr bewältigen zu können, wird in Basel Nord in unmittelbarer Nähe zum Rheinhafen Basel-Kleinhüningen ein neues Terminal für den Umschlag zwischen Schiff, Bahn und Lastwagen gebaut. Eine erste Etappe für den Umschlag zwischen Bahn und Strasse soll bis Ende 2016 fertiggestellt werden. Die Pläne für das Gateway Limmattal bei Zürich dagegen – dort war ein weiteres Grossterminal für Züge bis zu 750 Meter Länge geplant – sind dagegen zurückgestellt. Diese Pläne werden derzeit nicht weiterverfolgt, das laufende Plangenehmigungsverfahren ist eingestellt. Die Schweizer Logistikbranche hat sich allerdings in einer vom BAV initiierten Mediation darauf geeinigt, dass die Möglichkeit für ein Gateway im Limmattal aktiv offengehalten werden soll. Um die Bedürfnisse der regionalen Wirtschaft auch in Zukunft abdecken zu können, soll die bestehende Umschlagsanlage für den kombinierten Verkehr in Dietikon ausgebaut und ertüchtigt werden.
Seit dem Fahrplanwechsel 2013/14 fährt SBB Cargo im Auftrag von DB Cargo einen bedeutenden Teil der Transit-Verkehre durch die Schweiz. Durch diese zusätzlichen Betriebs- und Traktionsleistungen konnte die Schweizer Güterbahn ihre bestehenden Produktionskapazitäten und Ressourcen besser auslasten.
SBB Cargo kooperiert mit der internationalen Klimaschutzorganisation myclimate, um den Kunden einen klimaneutralen Transport anzubieten. Die CO2-Emissionen einer Bahnfahrt sollen dabei durch Klimaschutzmassnahmen an einem anderen Ort neutralisiert werden. Im Unterschied zu ähnlichen Angeboten berücksichtigt das Konzept von SBB Cargo bei der Berechnung des Umwelteffekts alle klimaschädlichen Emissionen und den gesamten Lebenszyklus eines Transportes. Seit Anfang 2009 erstellt die Schweizer Güterbahn auch ein individuelles Emissionsreporting für ihre Kunden. Dieser Emissionsvergleich über alle mit SBB Cargo abgewickelten Transporte lässt sich in betriebliche Umweltmanagementsysteme integrieren und in Öko-Bilanzen ausweisen.
Im Jahre 2022 betreibt die SBB Cargo Umschlagterminals für den kombinierten Verkehr in Basel Wolf, Bern Weyermannshaus, Cadenazzo, Dietikon, Gossau SG, Lugano Vedeggio, Oensingen, Renens, St-Triphon (bei Ollon) und Widnau (bei Heerbrugg).

## Rollmaterial

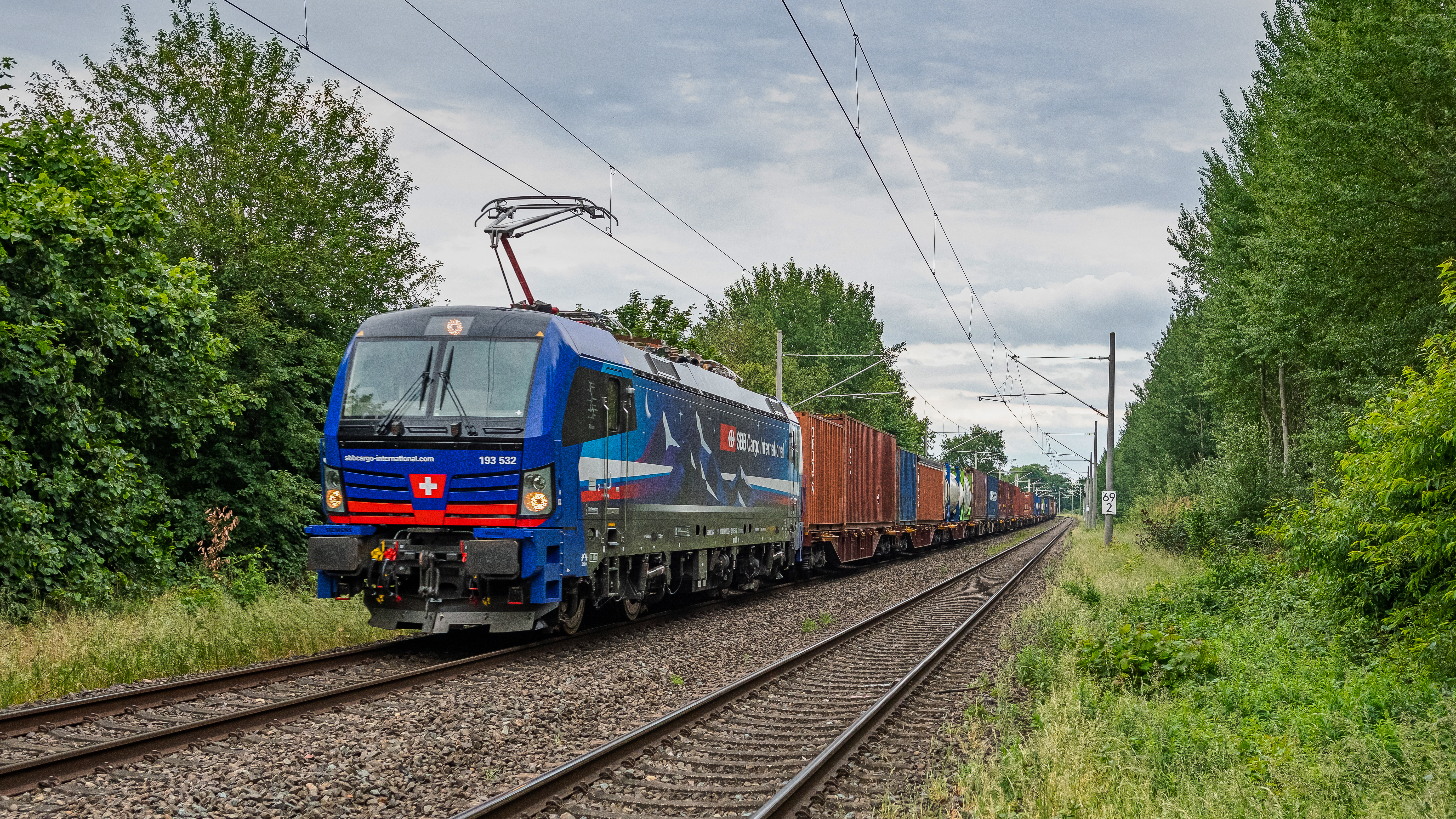
SBB Cargo 193 532

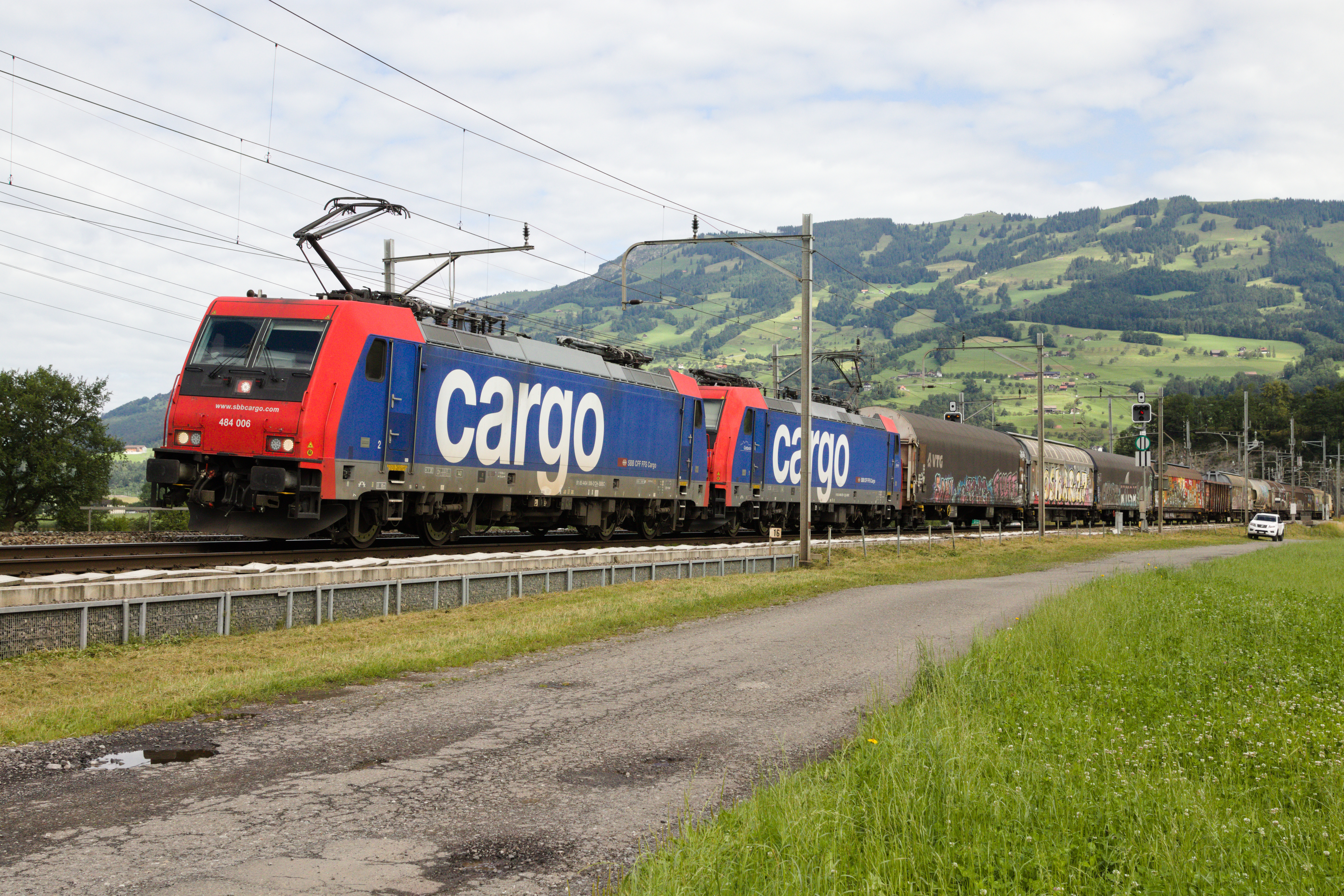

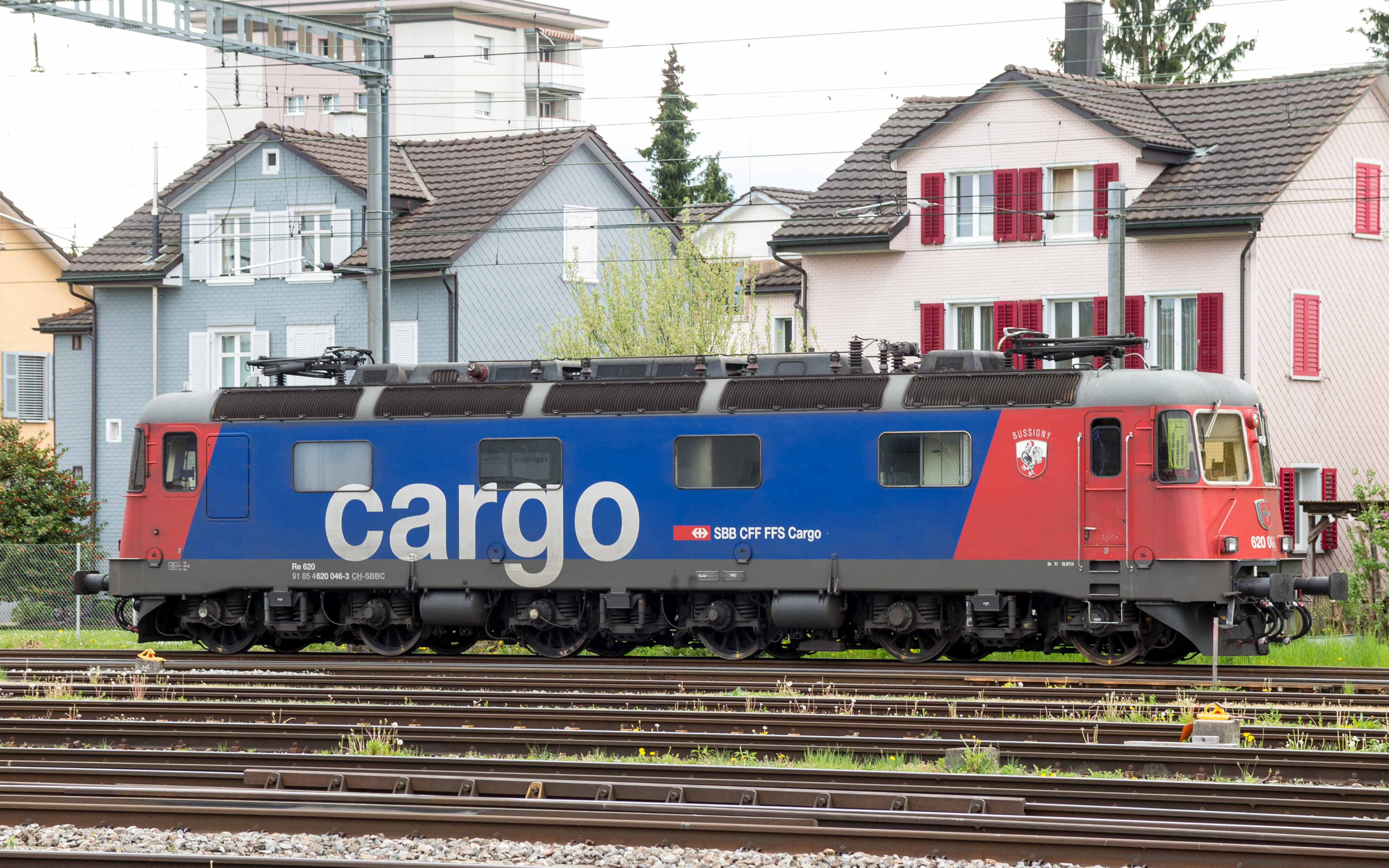
Re 620 in Wil SG

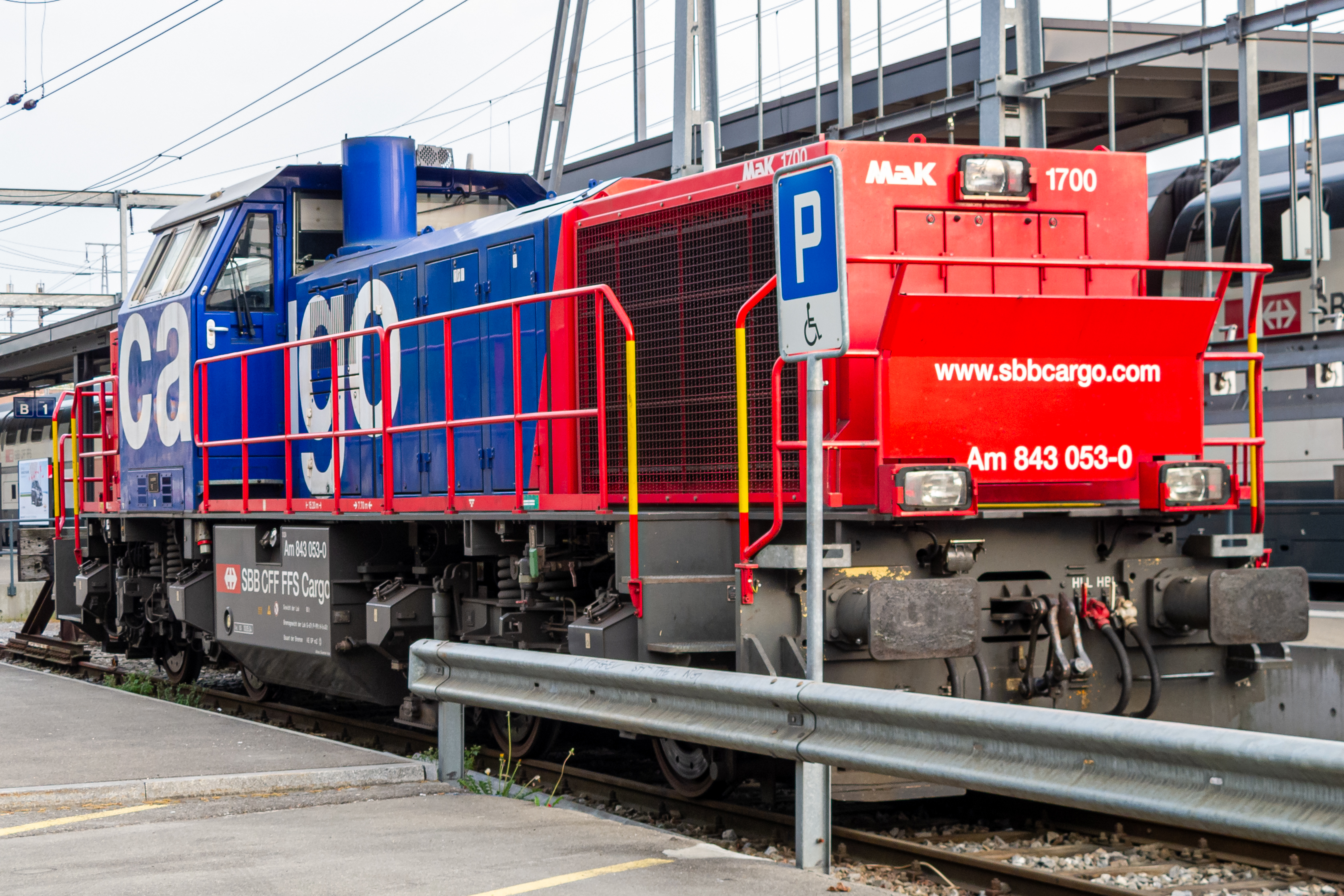
AM 843 053 (MaK 1700) SBB Cargo

SBB Cargo hatte im Jahr 2013 7360 Güterwagen im Umlauf (davon 6677 lärmarme), wobei sich die Anzahl bis 2023 auf 4578 Güterwagen reduziert hat, wovon 98,8 Prozent lärmarm sind. Zudem sind mit Stand 2023 insgesamt 270 Streckenlokomotiven, 91 Rangierlokomotiven und 20 Schienentraktoren im Bestand. Für den Verkehr Schweiz–Deutschland verwendet SBB Cargo 50 Zweisystem-Güterzuglokomotiven Re 482, 15 davon können zudem in Österreich eingesetzt werden. Für die Traktion Schweiz–Italien setzt SBB Cargo Zweistromlokomotiven ein: 21 Lokomotiven des Typs SBB Re 484 und 12 des Typs Re 474. Im Schweizer Binnenverkehr werden hauptsächlich Lokomotiven der Typen Re 420/421, Re 430 und Re 620 eingesetzt. Insgesamt waren 2013 495 Triebfahrzeuge im Einsatz.
Für den Schweizer Binnenverkehr und den Einsatz in Deutschland setzt SBB Cargo 45 Rangierdiesellokomotiven des Typs SBB Am 843 mit Russpartikelfilter ein. Sie ermöglichen eine wirtschaftliche Produktion im schweren Rangierbereich und sind mit Funkfernsteuerungen ausgerüstet. Zusätzlich werden 45 im Industriewerk Biel modernisierte Rangiertraktoren des Typs SBB Tm IV verwendet. Deren neue Fahrzeugbezeichnung nach der Umrüstung lautet Tm 232.
Als Ersatz für die im leichten Zustelldienst im Wagenladungsverkehr eingesetzten Rangierloks des Typs Bm 4/4 und diversen dreiachsigen Rangierloktypen, die bezüglich Alter, Wirtschaftlichkeit und Leistungsfähigkeit nicht mehr den heutigen Anforderungen entsprechen, bestellte SBB Cargo im Sommer 2010 bei der Stadler Winterthur 30 neue, zweiachsige Hybridloks (Typ Eem 923 Hybrid). Das neu entwickelte Modell basiert auf der Rangierlok Ee 922, die bei der SBB bereits beim Personenverkehr für Rangieraufgaben im Einsatz steht. Die Hybridversion für SBB Cargo verfügt über einen elektrischen Hauptantrieb sowie einen ergänzenden Diesel-Hilfsantrieb für das Bedienen von Anschlussgleisen ohne Fahrdraht. Die Eem 923 Hybrid erreicht eine Maximalgeschwindigkeit von 120 km/h. Ende Februar 2014 wurde in Lupfig die letzte der bestellten Eem 923 auf den Namen «Chestenberg» getauft und in Betrieb genommen. Im Jahr 2017 wurden zunächst versuchsweise erst zwei, später drei Lokomotiven des Typs Alstom Prima H3 im Bereich des Hafens Basel-Kleinhüningen sowie in Wildegg eingesetzt. Anschließend wurden im Jahr 2018 von Reichmuth Infrastruktur Schweiz über die Lokroll 2 AG zwölf Lokomotiven dieses Typs für eine Laufzeit von 10 Jahren ab 2020 gemietet.
Im Jahr 2017 wurden zunächst 18 Lokomotiven des Typs Siemens Vectron für eine Laufzeit von zunächst 15 Jahren für den Einsatz auf der Nord-Süd-Achse von Reichmuth Infrastruktur Schweiz über die LokRoll AG gemietet. Zusätzlich wurde im Jahr 2019 für den Einsatz durch den Ceneri-Basistunnel 20 Lokomotiven des gleichen Typs von Südleasing mit einer Option auf bis zu zwanzig zusätzliche Lokomotiven gemietet, welche zusätzlich auch teilweise die Baureihen Re 420/421 und Re 620 ablösen sollen. Im Jahr 2022 wurde mit Reichmuth Infrastruktur Schweiz über die Northrail GmbH die Mietung von 35 weiteren Lokomotiven des Typs Vectron über einen Zeitraum von acht Jahren für den Einsatz in Schweizer Binnenverkehr vereinbart, wobei die Lokomotiven seit 2024 dort eingesetzt werden.
Zur Ersetzung der verbleibenden Re 420 wurden im Jahr 2024 bei Stadler Rail im als Teil eines Rahmenvertrags über 129 Lokomotiven zunächst 36 Lokomotiven einer neuen Baureihe, die auf Grundlage der Baureihen Eurolight, Eurodual und Euro9000 entwickelt wurde, bestellt, welche ab 2027 ausgeliefert werden sollen, wobei eine Option auf bis zu 93 weitere Lokomotiven bis 2035 besteht. Die Lokomotiven sollen auf Strecken mit Elektrifizierungen mit 15 kV 16,7 Hz und 25 kV 50 Hz Wechselstrom sowie 3000 Volt Gleichstrom eingesetzt werden sowie teilweise über zusätzliche Akkus als Last-Mile-Einrichtung für nicht elektrifizierte Streckenabschnitte verfügen.
Bis 2050 ist eine Standardisierung des Fahrzeugparks geplant, wobei die Anzahl der vorhandenen Baureihen auf je eine Strecken- und Rangierlokomotivbaureihe sowie auf drei Wagentypen verringert werden soll, um eine Reduzierung der Betriebskosten um 60 Prozent zu erreichen.

## Kennzahlen
Im Jahr 2013 realisierte SBB Cargo bei einem konsolidierten Betriebsertrag von 953 Millionen Franken eine Verkehrsleistung von 12,3 Milliarden Nettotonnenkilometern. Erstmals seit über 40 Jahren erzielte das Unternehmen ein positives Ergebnis von 14,7 Millionen Franken. Im Vorjahr hatte das Defizit noch 51,2 Millionen Franken betragen. Der Verkehrsertrag stieg von 822 Millionen Franken 2012 auf 857 Millionen Franken.
Auch im ersten Halbjahr 2014 hielt die positive Entwicklung an: Die Gesamtverkehrsleistung beim Güterverkehr Schweiz stieg deutlich um 27 Prozent auf 7,6 Milliarden Nettotonnenkilometer (Vorjahr: 6,0 Milliarden). Dies ist vor allem auf Neuverkehre auf der Nord-Süd-Achse zurückzuführen. Gegenüber der Vorjahresperiode ist das Ergebnis von 3 Millionen auf 15 Millionen Franken gestiegen. Bei SBB Cargo International führten Neuverkehre und Produktivitätssteigerungen erstmals zu schwarzen Zahlen mit einem Gewinn von 1,1 Millionen Franken – ein Plus von 3,9 Millionen Franken gegenüber dem 1. Halbjahr 2013.